# Playa Azul, Guanajuato
Playa Azul är en ort i Mexiko.   Den ligger i kommunen Silao de la Victoria och delstaten Guanajuato, i den centrala delen av landet, 300 km nordväst om huvudstaden Mexico City. Playa Azul ligger 1 795 meter över havet och antalet invånare är 444.
Terrängen runt Playa Azul är platt åt sydväst, men åt nordost är den kuperad. Runt Playa Azul är det ganska tätbefolkat, med 222 invånare per kvadratkilometer. Närmaste större samhälle är Guanajuato, 19,5 km öster om Playa Azul. Trakten runt Playa Azul består till största delen av jordbruksmark.